# Merionoeda nigroapicalis
Merionoeda nigroapicalis là một loài bọ cánh cứng trong họ Cerambycidae.